# Automotrici Weitzer

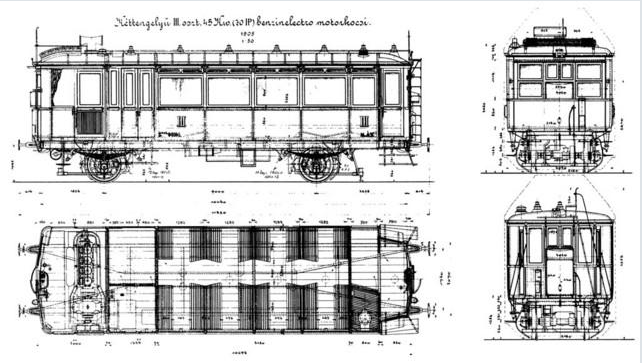
Disegno del prototipo di automotrice Weitzer

Le automotrici Weitzer (costruite dalla Weitzer János Gép,- Waggongyár és Vasöntöde Rt.) furono i primi rotabili automotori con motori a combustione interna e trasmissione elettrica costruiti in grande serie in Europa. Il loro propulsore era di costruzione francese De Dion-Bouton. Il motore elettrico di trazione era di costruzione tedesca Siemens-Schuckert. Il nome prende la paternità di Johann Weitzer e in lingua tedesca vengono dette Weitzer-De Dion-Bouton-Triebwagen, con motori della casa francese.

## Storia

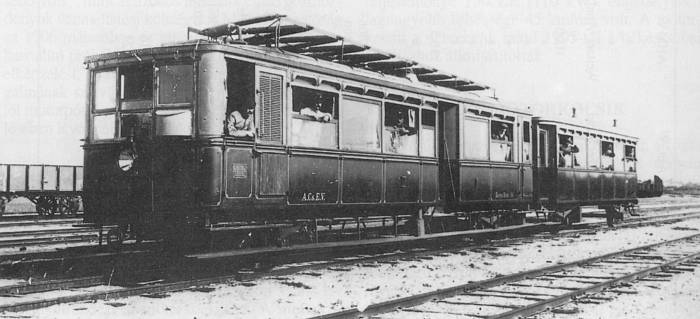
Una delle prime automotrici prodotte in serie per la ACsEV

Alla fine del XIX secolo molte ferrovie europee si trovarono in difficoltà economiche nell'esercizio, con mezzi tradizionali (locomotiva a vapore e carrozze), delle linee ferroviarie secondarie a traffico scarso. In Ungheria, in seguito a ciò il ministro dei trasporti Lajos Láng promosse la ricerca di soluzioni per la sostituzione dei treni passeggeri con locomotiva a vapore e carrozze con rotabili automotori che fornissero consistente economia di esercizio.
Vennero presentate varie opzioni da parte della Ganz & Cie., della Weitzer Janos Rt. e della Daimler-Benz, ma quest'ultima non ebbe risultati incoraggianti; furono due gli "autobus su rotaia" a trasmissione meccanica presentati ma non si rivelarono molto efficienti. Ganz, all'avanguardia in tanti settori, ripiegò invece su una soluzione più tradizionale e nel 1904 propose un rotabile automotore con trazione a vapore (immatricolato poi come "MÁV CmotVIIIa e CmotVIIIb").

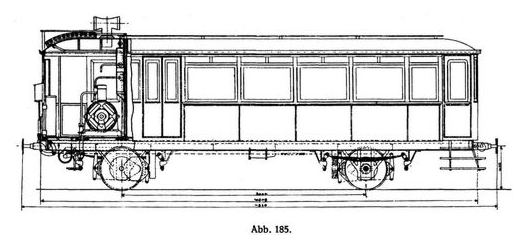
Disegno del prototipo costruito nel 1903 per ACsEV che ne evidenzia l'impostazione elettromeccanica

La Weitzer fu l'unica ad essere realmente innovativa (anche se Johann Weitzer era morto nel 1902). I progettisti applicarono una motorizzazione a benzina e trasmissione elettrica che la De Dion-Bouton aveva approntato per un piccolo veicolo della Pieper Company di Liège, in Belgio. In tale veicolo la De Dion-Bouton aveva installato anche una batteria ricaricabile ricavando così quello che può essere considerato il primo veicolo al mondo a trazione ibrida. I prototipi vennero costruiti nel 1903 e la produzione in serie ebbe inizio nel 1906.
Il quantitativo più grande venne acquistato dalla ACsEV (Aradi és Csanádi Egyesült Vasutak) che possedeva una rete a scartamento normale nel circondario di Arad. Nel 1910, aveva 41 unità di trazione e 37 rimorchiate. I prototipi avevano una sola piattaforma di accesso posteriore, una massa di 15 t e 40 posti a sedere di terza classe. I modelli successivi erano più lunghi con vestibolo centrale e due classi di posti per passeggeri.
Le due automotrici acquistate nel 1907 dalle CFR avevano un vestibolo di accesso posteriore di terza classe e uno centrale per i passeggeri della prima classe.
La linea a scartamento metrico della AHMV (Arad-Hegyaljai Motorosított Vasút)aperta nel 1906 fu dotata di 11 unità Weitzer. Tra il 1911–1913 venne elettrificata e le automotrici furono demotorizzate convertendole in carrozze passeggeri con comparto bagagli.
La AEGV (Alföldi Első Gazdasági Vasút), ferrovia di 152 km a scartamento 760 mm, nel periodo 1906/1907 acquistò direttamente dalla fabbrica Weitzer 4 automotrici e nel 1916 altre due usate dalla Gyulavidéki Vasút. Le unità per lo scartamento bosniaco (760 mm) erano solo più piccole ma mantenevano la medesima struttura di quelle per lo scartamento normale .
La NyVKV (Nyíregyházavidéki Kisvasutak), aperta nel 1905 a scartamento 760 mm, acquistò 4 unità Weitzer nel 1906 e un'altra nel 1907. Quando nel 1911 la sezione urbana di Nyíregyháza venne convertita in tranvia elettrica le automotrici furono riadattate affinché nel percorso cittadino potessero circolare senza emissioni eccessive di fumo. Contemporaneamente la società acquistò veicoli a trazione elettrica e un'ulteriore automotrice a motore termico dalla Ganz
Una stima (approssimativa) calcola un numero di 65 automotori e 40 rimorchi prodotti nel corso degli anni antecedenti la prima guerra mondiale. 
La maggior parte di essi fu prodotta a scartamento normale, 11 unità a scartamento metrico e 11 a scartamento ridotto bosniaco (760 mm). 

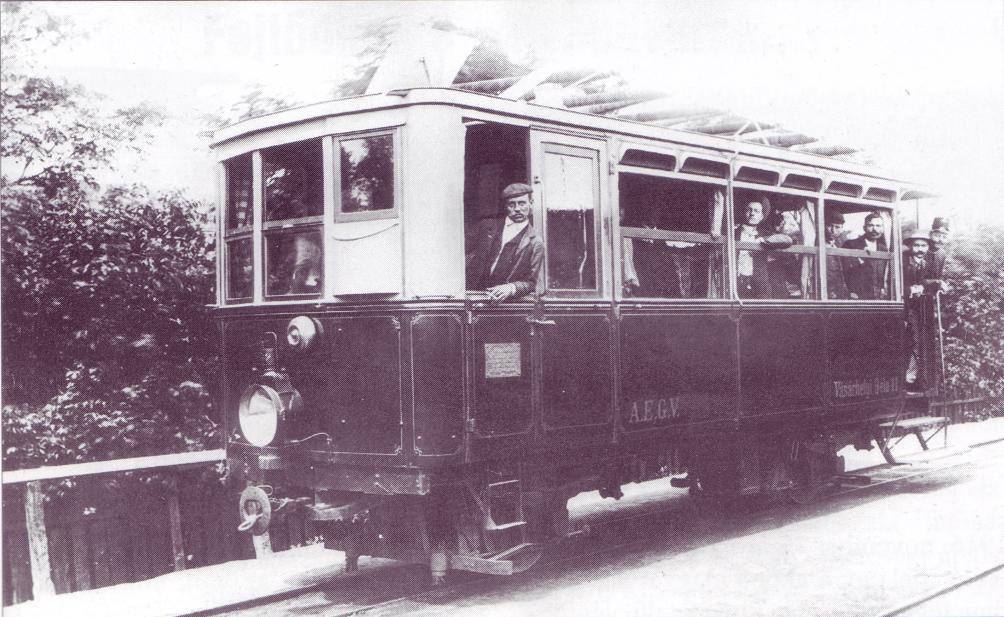
Automotrice a scartamento ridotto bosniaco della AEGV

L'ultima unità è rimasta in funzione fino al 1960.

## Caratteristiche tecniche generali

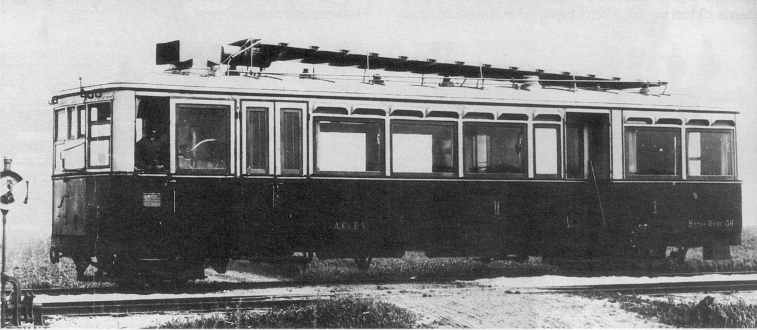
Automotrice n. 56 della società ferroviaria ACsEV

I rotabili automotori progettati e costruiti dalla fabbrica fondata da Janos Weitzer nel 1903 erano quello che poi verrà definito "autobus su rotaia"; la loro struttura era piuttosto semplice in quanto costituita da una carrozza a due assi con sospensione a balestra sul cui telaio era montato un motore a combustione interna. I motori, a 4 cilindri a benzina, da 50 e da 70 CV, erano costruiti dalla De Dion-Bouton e trovavano posto in un compartimento posto dietro il posto di guida. Il motore azionava direttamente un generatore di corrente continua il quale a sua volta alimentava i due motori di trazione da 30 hp posti sotto il pavimento e collegati a ciascuno dei due assi dell'automotore. L'equipaggiamento elettrico era interamente di produzione Siemens-Schuckert. Si trattava di una tra le prime applicazioni a livello mondiale della trasmissione elettrica in un rotabile di trazione ferroviario. La tensione di alimentazione dei motori di trazione era stata calcolata in modo che in caso ve ne fosse la possibilità il veicolo potesse essere alimentato anche da catenaria elettrica come un qualunque tram.
I rotabili prodotti presentarono delle differenze di allestimento rispetto ai disegni originali, quali la posizione dei radiatori di raffreddamento, la posizione dei motori o la lunghezza dei tubi di scappamento. La velocità massima delle unità variava tra i 60 e i 70 km/h. Erano munite di respingenti e attacchi tradizionali.

## Unità preservate
Nel 1945 tutte le automotrici Weitzer ancora esistenti sul suolo ungherese divennero proprietà delle ferrovie statali MÁV. Sei di esse vennero trasferite alla rete cittadina BHÉV (Budapesti Helyiérdekű Vasút) nel 1960. Due di queste vennero trasformate mediante il cambio del motore a benzina con uno diesel occultandone alla vista il radiatore. Un'unità venne trasferita ad un Museo. Intorno al 2000, una automotrice di quelle trasformate è stata riportata all'aspetto originale degli anni sessanta mantenendone però la livrea di servizio.